# Bård Faust
Bård G. Eithun (21 de Abril de 1974) é um músico baterista e assassino convicto nascido na Noruega, conhecido pelo pseudônimo de Bård Faust ou apenas Faust. Faust foi baterista do Emperor no início dos anos 90, lançando com a banda os álbuns As the Shadows Rise e In the Nightside Eclipse. Ele também escreve letras para outras bandas, incluindo o Zyklon.

## Assassinato de Magne Andreassen
Em 21 de agosto de 1992,  Bård 'Faust' Eithun  esfaqueou até a morte  Magne Andreassen, um homem gay, numa floresta ao redor de Lillehammer. Faust estava visitando sua família lá. De acordo com ele, enquanto caminhava pelo Parque Olímpico a noite, "esse homem se aproximou de mim - ele estava obviamente bêbado e era obviamente gay  [...] e estava claro que ele queria ter algum contato. Ele me perguntou se eu poderia [...] subir a floresta. Então eu concordei, porque eu estava decidido que queria matá-lo, o que era bem esquisito... porque [normalmente] eu não sou assim." Faust sempre carregava consigo uma faca quando viajava, explicando: "É melhor ter uma faca quando você não precisa, do que não ter uma quando precisar". Uma vez na floresta, Faust esfaqueou 37 vezes e então chutou-o na cabeça repetidamente até ele cair no chão.
Faust alegou que ele não sentiu remorso na época. No fim dos anos 1990, ele disse sobre o assassinato: "Eu estava lá fora, apenas esperando para fazer uma agressão. Não é fácil descrever porque isso aconteceu. Aquilo era para acontecer, e se fosse esse cara ou outro qualquer, não mudaria muito o resultado." Ihsahn, seu colega da banda Emperor, disse que Faust "tinha uma fascinação por serial killers há muito tempo, e eu acho que ele queria saber como era matar uma pessoa com as próprias mãos". O assassinato também foi ligado ao black metal, satanismo ou fascismo, mas em uma entrevista em 2008 Faust explicou: "Eu nunca fui um satanista ou fascista, mas eu coloquei em mim o ódio e a negatividade. Aqueles sentimentos que simplesmente consomem seu interior".
A polícia inicialmente não tinha suspeitos, e Faust permaneceu livre por cerca de um ano. De qualquer forma, ele contou a Euronymous, Vikernes e a alguns outros o que ele tinha feito. Um dia após o esfaqueamento, ele retornou a Oslo e queimou a Capela Holmenkollen com Vikernes e Euronymous. Depois de Euronymous ser morto em agosto de 1993, Faust foi preso e confessou o assassinato de Andreassen. Em 1994, ele foi sentenciado a 14 anos de prisão, mas foi solto em 2003 após ficar nove anos e quatro meses encarcerado.
Recentemente em uma entrevista Gaahl afirmou que Faust foi o primeiro a ligar para ele quando assumiu sua homossexualidade, dando fortes indícios que realmente foi reabilitado após a prisão.

## Retorno a música
Após ser libertado, Faust retornou a carreira de músico, tocando bateria nas bandas Scum, Aborym e Blood Tsunami, eventualmente com o Emperor    e escrevendo letras para o Zyklon.

## Discografia
- Blood Tsunami – "Grand Feast For Vultures" 2009
- Blood Tsunami – "Thrash Metal" 2006
- Zyklon - "Disintegrate" 2006
- Aborym - Generator 2006
- Blood Tsunami – Demo 2005
- Scum – "Protest Life" single-CD 2005
- Scum – "Gospels for the Sick" 2005
- Hesperus Dimension – Demo 2005
- Zyklon - "Aeon" 2003
- Disiplin - 2003
- Zyklon - "World ov Worms" 2001
- Sigh - Letra de "Nietzchean Conspiracy" - Imaginary Sonicscape 2001
- Cadaver Inc. - Voz em "Kill Tech" do cd "Discipline 2000
- Ulver - Bateria em "The Future Sound of Music" e "Perdition City" 2000
- Sirius - "Spectral Transition - Dimension Sirius" 2000
- Emperor - "A Midsummer Night's Dream" 1993
- Emperor - "In the Nightside Eclipse" 1993
- Emperor - "Emperor" - Split CD com Enslaved 1992
- Emperor - "As The Shadows Rise" 1992
- Emperor - "Wrath Of The Tyrant" demo 1992
- Thorns - 1990 - 1992
- Impostor - "Violent World" 1991
- Impostor - "Still Not Satisfied"-demo 1990
- Stigma Diabolicum - 1990
- Decomposed Cunt - 1989

## Links
- Faust Interview at About.com
- Official Myspace